# Запис Милосављевића храст (Ланиште)
Запис Милосављевића храст (Ланиште) се налази на парцели чији је власник Милосављевић Гвозден.

## Локација
| Општина             | Јагодина                                                         |
| Катастарска општина | Ланиште                                                          |
| Потес               | Крчевине                                                         |
| Координате          | 44° 01′ 57″ С; 21° 15′ 11″ И / 44.032400000000003° С; 21.2531° И |
| Надморска висина    | 113m                                                             |

## Карактеристике
Дендрометријске вредности утврђене на терену и сателитским снимцима:
| Стабло                     | Храст |
| Висина стабла              | m     |
| Обим дебла                 | m     |
| Пречник крошње             | 25m   |
| Пречник дебла              | m     |
| Висина дебла до прве гране | m     |

## База записа
Запис је у оквиру Викимедија пројекта "Запис - Свето дрво" заведен под редним бројем 1209.